# Підшипник (Луцьк)
Футбольний клуб «Підшипник» — український футбольний клуб з міста Луцька.

## Історія

### На зорі становлення (1979—1984)
З введенням у експлуатацію Луцького підшипникового заводу, у 1979 році, при даному підприємстві було створено футбольну команду, яка отримала назву «Підшипник» і у тому ж році дебютувала у першості міста Луцька. Першим тренером і головним організатором команди став В'ячеслав Анатолійович Парнасов. Успішний виступ нового колективу дозволив йому наступного року дебютувати у першій групі чемпіонату Волинської області. Дебют на новому рівні відразу ж відзначився непоганим результатом — 6 місце з 14 команд. При цьому «Підшипник» реально претендував на одне з призових місць першості, але, зазнавши п'ятьох поразок на фініші сезону, залишився за бортом п'єдесталу пошани. У тому ж сезоні «Підшипник» вийшов і до фіналу Кубка області, де, втім, поступився ковельському «Сільмашу» — 1:5. У наступному, 1981 році «Підшипник» очолив відомий у минулому гравець луцького «Торпедо» та львівського СКА — Анатолій Дмитрович Тихонович, який привів команду до золотих медалей першості області, випередивши на три очка сільмашівців Ковеля. У першому чемпіонському складі «Підшипника» варто відзначити таких гравців, як Юрій Тимофеєв, Михайло Гайдан, Іван Польний, Володимир Антонюк, Володимир Кабанов. Тоді ж відбувся і дебют «Підшипника» на всеукраїнській арені — команда взяла участь у розіграші Кубка УРСР серед КФК, однак, вже на першому етапі вибув із турніру, поступившись у гостях «Зорі» (Хоростків)
У наступні два роки «Підшипник» знову вів боротьбу за чемпіонство з «Сільмашем», але обидва рази поступався першою сходинкою потужнішим ковельчанам. Не надто вдалим для команди вивявився 1984 рік, коли вона фінішувала лише четвертою, пропустивши на третє місце луцький «Прилад» за різницею забитих-пропущених м'ячів. В той же час, у 1983 році «Підшипник» вперше здобув Кубок області, здолавши у фіналі ківерцівський «Колос» — 2:0.

### Роки розквіту (1985—1994)
У 1985 році граючим тренером «Підшипника» став Михайло Петрович Мельник, який привів команду до другого чемпіонського звання і, як виявилося, надовго. Сформувавши потужний колектив, команда підшипникового заводу протягом десяти сезонів поспіль не поступалася першою сходинкою своїм суперникам. Причому в усі ці роки лучанам вдавалося оформляти «дубль» на обласній арені, завоювуючи окрім золотих медалей ще й Кубок області. Основним конкуретом «Підшипника» у цей час був ковельський «Сільмаш», згодом — ще й «Шахтар» (Нововолинськ) та «Електрик» (Луцьк). Однак, жодному з них так і не вдалося створити належної конкуренції «Підшипнику».
Відтак, для клубу на перший план виходили змагання першості України серед КФК. Дебют «Підшипника» у цьому турнірі відбувся у 1986 році, після того, як в експлуатацію було введено стадіон «Підшипник» з адміністративною спорудою та трибунами на 2 тисячі місць. Виступ команди у тому сезоні загалом можна вважати вдалим — боротьбу за перше місце вели п'ять з дев'яти команд зони. На жаль, лише невдача у останньому турі змусила лучан фінішувати четвертими.
Та у наступному, 1987 році «Підшипнику» таки вдалося покорити вершину зонального турніру. Упевнено пройшовши турнірну дистанцію, лучани за два тури до фінішу забезпечили собі перше місце і вихід до фіналу першості УРСР, випередивши на два очка «Цукровик» (Чортків). У фінальному турнірі у Хусті, в якому розігрувалося звання Чемпіона УРСР серед КФК та путівка до другої ліги першості СРСР, лучани виступили загалом непогано. У фінальному турнірі «Підшипник» переміг бердичівський «Прогрес» — 1:0, зіграв внічию з одеським «Динамо» — 1:1 та черкаським «Дніпром» — 0:0 і поступився кременчуцькому «Кременю» — 0:2 та куп'янському «Металургу» — 0:1. У підсумку лучани посіли четверте місце серед шести учасників, а їхня нічия з черкащанами, котрі завоювали звання Чемпіона України, виявилася для останніх єдиною очковою втратою у фінальному турнірі. За «Підшипник» у 1987 році виступали такі знані гравці, як Володимир Кабанов, Микола Кльоц, Сергій Бонецький, Ігор Бай, Геннадій Шухман, Юрій Самошкін та граючий тренер Михайло Мельник. Цього ж року «Підшипник» виграв Всесоюзний турнір підшипникових заводів, що проводився у Москві, а також став переможцем міжнародного турніру споріднених підшипникових заводів, здолавши команди з польського міста Сосновця і чеського Премова.
У 1988 році «Підшипник» також вів боротьбу за вихід до фіналу, однак у впертій боротьбі поступився першим місцем бережанській «Ниві». При цьому у другому колі лучани виграли сім матчів з дев'яти і навіть влаштували серію з чотирьох поєдинків, коли у ворота суперників влітало по чотири голи, однак до перемоги в зоні все ж не вистачило двох очок. У наступні роки «Підшипник» регулярно тримався у числі лідерів чемпіонату КФК у своїх зонах, проте жодного разу втрутитися у боротьбу за перші місця лучанам уже не вдавалося.
На початку 90-х, із початком чемпіонатів України, «Підшипник» продовжував своє домінування на обласній арені. В той же час, команда, як володар Кубка області, одержала право виступати і у розіграшах Кубка України. Дебют «Підшипника» у цьому турнірі в сезоні 1993–1994 виявився не надто вдалим — уже на першому етапі лучани вдома поступилися вищоліговому рівненському «Вересу» — 1:3. Однак, у наступному розіграші 1994–1995 «Підшипник» став справжнім відкриттям попередніх кубкових раундів. На першому етапі вдома було декласовано золочівський «Сокіл» — 7:1, в 1/64 фіналу «Підшипник» здолав представника другої ліги — ФК Львів — 2:0. І лише у 1/32 фіналу в доданий час поступився першоліговому житомирському «Хіміку» — 1:3.

### Занепад (1995—1999)
Економічна криза початку 90-х років поступово накладала свій відбиток і на футбол. В першу чергу від цього страждали аматорські команди, які представляли великі промислові підприємства, що в нових умовах не завжди погоджувалися нести додаткові витрати у вигляді утримування футбольних клубів. Не став винятком і «Підшипник». Так, у сезоні 1993/94 луцький клуб змушений був відмовитися від участі в Чемпіонаті України серед аматорів, зосередившись виключно на обласних змаганнях. Виграш чергового «золота» став для «Підшипника» вже не таким безпроблемним, як раніше — відрив від срібного призера, новачка турніру, цуманського «Явора», склав всього одне очко, а у фіналі Кубка було подолано традиційного суперника — ковельський «Сільмаш» — 2:1.
У сезоні 1994/95 «Підшипник» навпаки — зосередив свою увагу на Чемпіонаті України, відмовившись від участі у обласній першості, яка вперше за десять років одержала нового чемпіона — ФК «Ковель». Однак, цей сезон став останнім для «Підшипника». Вигравши наостанок Кубок області — перемога у фіналі над «Явором» — 2:0, команда залишилася без фінансування. Підшипниковий завод відмовив у коштах для футбольного клубу і попри усі старання головного тренера й президента клубу Олексія Єщенка, ФК «Підшипник» (Луцьк) у липні 1995 року припинив своє існування.
Спроба відновити уславлений на Волині колектив була здійснена у 1998 році. Після приватизації ЛПЗ-28 шведською корпорацією SKF, ентузіасти спробували відновити співпрацю підприємства з футбольним клубом і у чемпіонат Волинської області сезону 1998/99 знову був заявлений «Підшипник». Цього разу у першості вже були інші авторитети, а відновлена команда фінішувала на четвертому місці.
Останнім спалахом «Підшипника» став перехідний (аматорські змагання поверталися на систему весна-осінь) осінній чемпіонат 1999 року. На пост тренера клубу прийшов славетний Віталій Кварцяний і, нашвидкоруч створивши новий колектив, знову привів «Підшипник» до золотих медалей чемпіонату області. У груповому турнірі «Підшипник» випередив ЕНКО (Луцьк), а у плей-офф довів клуб до фіналу, де в напруженій боротьбі було подолано цуманський «Явір» — 1:1 в основний час і перемога 4:3 у серії пенальті.
Однак, Кварцяний пішов працювати у неаматорські клуби, а керівники клубу знайти можливості для продовження виступів команди так і не змогли. Тому, здобувши чергове чемпіонське звання «Підшипник» канув у небуття…

### Спроба відродження (2010)
З травня 2010 року місцеві ентузіасти спробували відродити «Підшипник» і з цього року відновлена команда заявилася на першість міста Луцька, однак посіла лише шосте місце з семи команд.

## Статистика виступів

### «Підшипник» у чемпіонатах Волинської області
| Сезон        | І  | В  | Н | П  | М'ячі    | Очок | Місце  |
| ------------ | -- | -- | - | -- | -------- | ---- | ------ |
| 1980         | 26 | 13 | 2 | 11 | 53 — 39  | 28   | 6 з 14 |
| 1981         | 26 | 21 | 2 | 3  | 66 — 22  | 44   | 1 з 14 |
| 1982         | 12 | 10 | 2 | 0  |          | 22   | 1 з 7  |
| Фінал        | 14 | 8  | 6 | 0  |          | 22   | 2 з 8  |
| 1983         | 14 | 7  | 7 | 0  | 22 — 9   | 21   | 2 з 8  |
| 1984         | 8  | 4  | 4 | 0  | 23 — 9   | 12   | 1 з 5  |
| Фінал        | 12 | 4  | 4 | 4  | 18 — 16  | 12   | 4 з 7  |
| 1985         | 22 | 18 | 3 | 1  | 58 — 16  | 39   | 1 з 12 |
| 1986         | 22 | 18 | 3 | 1  | 65 — 20  | 39   | 1 з 12 |
| 1987         | 22 | 17 | 4 | 1  | 60 — 12  | 38   | 1 з 12 |
| 1988         | 22 | 17 | 4 | 1  | 47 — 10  | 40   | 1 з 12 |
| 1989         | 10 | 8  | 1 | 1  | 41 — 11  | 17   | 1 з 6  |
| Фінал        | 14 | 11 | 3 | 0  | 36 — 8   | 25   | 1 з 8  |
| 1990         | 30 | 27 | 3 | 0  | 118 — 16 | 57   | 1 з 16 |
| 1991         | 30 | 27 | 2 | 1  | 106 — 26 | 56   | 1 з 16 |
| 1992         | 14 | 14 | 0 | 0  | 66 — 6   | 28   | 1 з 8  |
| Фінал        | 2  | 2  | 0 | 0  | 10 — 2   | 4    | 1 з 2  |
| 1992/93      | 14 | 9  | 4 | 1  |          | 22   | 1 з 8  |
| Фінал        | 2  | 2  | 0 | 0  | 5 — 2    | 4    | 1 з 2  |
| 1993/94      | 30 | 27 | 3 | 0  | 116 — 11 | 57   | 1 з 16 |
| 1998/99      | 26 | 17 | 3 | 6  | 64 — 18  | 54   | 4 з 14 |
| 1999 (осінь) | 12 | 9  | 2 | 1  | 30 — 5   | 29   | 1 з 7  |
| Плей-офф     | 3  | 1  | 1 | 1  | 2 — 2    | 3    | 1 з 4  |

### Усі фінали «Підшипника» у Кубку Волинської області
| Сезон   | Учасники фінального матчу              | Рахунок |
| ------- | -------------------------------------- | ------- |
| 1980    | «Сільмаш» Ковель — «Підшипник»         | 5:1     |
| 1983    | «Підшипник» — «Колос» Ківерці          | 2:0     |
| 1985    | «Підшипник» — «Колос» Ківерці          | 1:0     |
| 1986    | «Підшипник» — «Колос» Ківерці          | 2:1     |
| 1987    | «Підшипник» — «Шахтар» Нововолинськ    | 1:0     |
| 1988    | «Підшипник» — «Сільмаш» Ковель         | 2:1     |
| 1989    | «Підшипник» — «Шахтар» Нововолинськ    | 1:0     |
| 1990    | «Підшипник» — «Сільмаш» Ковель         | 1:0     |
| 1991    | «Підшипник» — «Сільмаш» Ковель         | 0:0     |
| 1991    | «Підшипник» — «Шахта № 9» Нововолинськ | 5:3     |
| 1992    | «Підшипник» — «Сільмаш» Ковель         | 5:1     |
| 1992/93 | «Підшипник» — «Явір» Цумань            | 1:0     |
| 1993/94 | «Підшипник» — «Сільмаш» Ковель         | 2:1     |
| 1994/95 | «Підшипник» — «Явір» Цумань            | 2:0     |

Примітка: у 1991 р. Кубок розігрувався у одноколовому турнірі серед 3-х команд

### «Підшипник» у чемпіонатах УРСР серед КФК
| Сезон  | Зона  | І   | В  | Н  | П  | М'ячі     | Очок | Місце  |
| ------ | ----- | --- | -- | -- | -- | --------- | ---- | ------ |
| 1986   | 2     | 16  | 9  | 3  | 4  | 30 — 21   | 21   | 4 з 9  |
| 1987   | 2     | 14  | 10 | 1  | 3  | 27 — 7    | 21   | 1 з 8  |
| 1987   | Фінал | 5   | 1  | 2  | 2  | 2 — 4     | 4    | 4 з 6  |
| 1988   | 1     | 18  | 11 | 4  | 3  | 35 — 10   | 26   | 2 з 10 |
| 1989   | 1     | 22  | 10 | 6  | 6  | 37 — 23   | 26   | 4 з 12 |
| 1990   | 2     | 30  | 16 | 4  | 10 | 53 — 34   | 36   | 4 з 16 |
| 1991   | 2     | 28  | 15 | 2  | 11 | 54 — 32   | 32   | 6 з 15 |
| Всього |       | 133 | 72 | 22 | 39 | 238 — 131 | 166  |        |

### «Підшипник» у чемпіонатах України серед аматорів
| Сезон   | Зона | І  | В  | Н  | П  | М'ячі   | Очок | Місце  |
| ------- | ---- | -- | -- | -- | -- | ------- | ---- | ------ |
| 1992-93 | 1    | 24 | 11 | 8  | 5  | 34 — 21 | 30   | 4 з 13 |
| 1994-95 | 2    | 24 | 10 | 5  | 9  | 29 — 23 | 35   | 5 з 13 |
| Всього  |      | 48 | 21 | 13 | 14 | 63 — 44 | 65   |        |

### «Підшипник» у розіграшах Кубка України
| Сезон     | І | В | Н | П | М'ячі  | Очок | Етап        |
| --------- | - | - | - | - | ------ | ---- | ----------- |
| 1993–1994 | 1 | 0 | 0 | 1 | 1 — 3  | 0    | 1/64 фіналу |
| 1994–1995 | 3 | 2 | 0 | 1 | 10 — 4 | 4    | 1/32 фіналу |
| Всього    | 4 | 2 | 0 | 2 | 11 — 7 |      |             |

## Досягнення
- Чемпіон Волинської області: 1981, 1985, 1986, 1987, 1988, 1989, 1990, 1991, 1992, 1993, 1994, 1999 (осінь) рр.
- Срібний призер чемпіонату Волині: 1982, 1983 рр.
- Володар Кубка Волинської області: 1983, 1985, 1986, 1987, 1988, 1989, 1990, 1991, 1992, 1993, 1994, 1995 рр.
- Фіналіст Кубка Волинської області: 1980 р.
- Переможець зонального турніру Чемпіонату УРСР серед КФК: 1987 р.
- Фіналіст Кубка областей України: 1992 р.